# Chris Gunter
Pour les articles homonymes, voir Gunter.
Christopher Ross Gunter, né le 21 juillet 1989 à Newport, est un footballeur international gallois qui joue à l'AFC Wimbledon.
Gunter est le joueur le plus capé de l'histoire de la sélection galloise.

## Biographie

### Carrière professionnelle
Chris Gunter a été formé au club de Cardiff City au poste de défenseur. Il est arrivé à Tottenham au mois de janvier 2008  pour la somme de 3 millions de livres. Après un prêt à Nottingham Forest, il décide à l'été 2009 de rejoindre définitivement le club où il joue près de 150 matchs. En 2012 il signe dans un club de Premier League, Reading.
Après plus de 150 matchs avec Nottingham Forest entre 2009 et 2012, Gunter signe à Reading durant l'été 2012 pour un montant d'environ 2,3 M£.
Après huit saisons au sein de Reading, le 8 octobre 2020, il rejoint Charlton Athletic.
Le 4 juillet 2022, il rejoint AFC Wimbledon.

### Carrière internationale
Chris Gunter compte 87 sélections en équipe du pays de Galles (au 27 mars 2018). Sa première sélection a eu lieu le 26 mai 2007 lors d'un match face à la Nouvelle-Zélande.
Titulaire lors d'un match contre l'Albanie le mardi 21 novembre 2018, il devient le joueur le plus capé de l'histoire du Pays de Galles avec 93 sélections à son compteur.
Le 9 novembre 2022, il est sélectionné par Rob Page pour participer à la Coupe du monde 2022.

## Statistiques
| Saison                | Club                     | Championnat           | Championnat | Championnat | Coupe nationale | Coupe nationale | Coupe de la Ligue | Coupe de la Ligue | Compétition(s) continentale(s) | Compétition(s) continentale(s) | Compétition(s) continentale(s) | Total | Total |
| Saison                | Club                     | Division              | M.          | B.          | M.              | B.              | M.                | B.                | Comp.                          | M.                             | B.                             | M.    | B.    |
| 2006-2007             | Cardiff City             | Championship          | 15          | 0           | -               | -               | -                 | -                 | -                              | -                              | -                              | 15    | 0     |
| 2007-2008             | Cardiff City             | Championship          | 13          | 0           | -               | -               | 4                 | 0                 | -                              | -                              | -                              | 17    | 0     |
| Sous-total            | Sous-total               | Sous-total            | 28          | 0           | -               | -               | 4                 | 0                 | -                              | -                              | -                              | 32    | 0     |
| 2007-2008             | Tottenham Hotspur        | Premier League        | 2           | 0           | 2               | 0               | -                 | -                 | -                              | -                              | -                              | 4     | 0     |
| 2008-2009             | Tottenham Hotspur        | Premier League        | 3           | 0           | 1               | 0               | 1                 | 0                 | C3                             | 7                              | 0                              | 12    | 0     |
| 2008-2009             | Nottingham Forest (prêt) | Championship          | 8           | 0           | -               | -               | -                 | -                 | -                              | -                              | -                              | 8     | 0     |
| Sous-total            | Sous-total               | Sous-total            | 13          | 0           | 3               | 0               | 1                 | 0                 | -                              | 7                              | 0                              | 24    | 0     |
| 2009-2010             | Nottingham Forest        | Championship          | 46          | 1           | 2               | 0               | 2                 | 0                 | -                              | -                              | -                              | 50    | 1     |
| 2010-2011             | Nottingham Forest        | Championship          | 45          | 0           | 2               | 0               | -                 | -                 | -                              | -                              | -                              | 47    | 0     |
| 2011-2012             | Nottingham Forest        | Championship          | 46          | 1           | 2               | 0               | 2                 | 0                 | -                              | -                              | -                              | 50    | 1     |
| Sous-total            | Sous-total               | Sous-total            | 137         | 2           | 6               | 0               | 4                 | 0                 | -                              | -                              | -                              | 147   | 2     |
| 2012-2013             | Reading                  | Premier League        | 20          | 0           | 1               | 0               | 2                 | 1                 | -                              | -                              | -                              | 23    | 1     |
| 2013-2014             | Reading Football Club    | Championship          | 44          | 1           | 1               | 0               | 1                 | 0                 | -                              | -                              | -                              | 46    | 1     |
| 2014-2015             | Reading Football Club    | Championship          | 38          | 0           | 4               | 0               | 3                 | 0                 | -                              | -                              | -                              | 45    | 0     |
| 2015-2016             | Reading Football Club    | Championship          | 44          | 0           | 5               | 0               | 3                 | 1                 | -                              | -                              | -                              | 52    | 1     |
| 2016-2017             | Reading Football Club    | Championship          | 49          | 1           | 1               | 0               | 2                 | 0                 | -                              | -                              | -                              | 52    | 1     |
| 2017-2018             | Reading Football Club    | Championship          | 38          | 1           | 3               | 0               | 3                 | 0                 | -                              | -                              | -                              | 44    | 1     |
| Sous-total            | Sous-total               | Sous-total            | 233         | 3           | 15              | 0               | 14                | 2                 | -                              | -                              | -                              | 262   | 5     |
| Total sur la carrière | Total sur la carrière    | Total sur la carrière | 411         | 5           | 24              | 0               | 23                | 2                 | -                              | 7                              | 0                              | 465   | 7     |

## Sélections
- Pays de Galles -17 ans : 11 matchs et 2 buts.
- Pays de Galles -19 ans : 3 matchs et 0 but.
- Pays de Galles -21 ans : 5 matchs, 0  but.
- Équipe du pays de Galles : 87 sélections (0 but) depuis 2007.